# ニュー・ハンバーグ駅
ニュー・ハンバーグ駅（New Hamburg）は、ニューヨーク州ダッチェス郡ニュー・ハンバーグにあるメトロノース鉄道の駅。

## 概要
メトロノース鉄道のハドソン線の駅である。この駅からニューヨーク州にあるグランド・セントラル駅に行ける。

## 利用可能な鉄道路線／列車
メトロノース鉄道：
■ハドソン線

## 駅構造
2面2線（2単式）のホームを持つ地上駅である。
| のりば | 路線         | 方向 | 行先                                          | 備考 |
| ------ | ------------ | ---- | --------------------------------------------- | ---- |
| 1      | ■ ハドソン線 | 下り | ポキプシー方面                                |      |
| 2      | ■ハドソン線  | 上り | クロトン・ハーモン / グランド・セントラル方面 |      |

## 隣の駅
メトロノース鉄道
■ハドソン線
ビーコン - ニュー・ハンバーグ - ポキプシー